# Fußball-Asienmeisterschaft 2019
Die 17. Fußball-Asienmeisterschaft (offiziell: 2019 AFC Asian Cup) fand vom 5. Januar bis zum 1. Februar 2019 in den Vereinigten Arabischen Emiraten statt. Erstmals nahmen 24 statt wie seit 2004 16 Mannschaften an der Endrunde teil. Es wurde zunächst in einer Gruppenphase in sechs Gruppen zu je vier Mannschaften und danach im K.-o.-System gespielt.
Sieger wurde Katar, das Rekordasienmeister Japan im Finale im Zayed Sports City Stadium von Abu Dhabi mit 3:1 schlug und damit zum ersten Mal einen bedeutenden internationalen Titel gewann. Die Vereinigten Arabischen Emirate waren nach 1996 zum zweiten Mal Gastgeber der Fußball-Asienmeisterschaft. Titelverteidiger war die australische Nationalmannschaft, die jedoch im Viertelfinale an den Gastgebern scheiterte.
Torschützenkönig wurde der Katarer Almoez Abdulla, der mit seinen neun Toren den Rekord des Iraners Ali Daei von 1996 mit einem Treffer überbot. Abdulla wurde außerdem zum besten Spieler des Wettbewerbs ernannt.

## Vergabe
Bis März 2013 bekundeten insgesamt elf nationale Fußballverbände Interesse an der Austragung der Endrunde der Asienmeisterschaft. Das waren Bahrain, China, der Iran, Kuwait, der Libanon, Malaysia, Myanmar, der Oman, Saudi-Arabien, Thailand und die Vereinigten Arabischen Emirate. Zum Bewerbungsschluss im Mai 2014 blieben mit dem Iran und den Vereinigten Arabischen Emiraten zwei Kandidaten übrig. Im Iran fand 1968 und 1976 und in den Vereinigten Arabischen Emiraten 1996 bereits die Endrunde der Asienmeisterschaft statt.
Die Bekanntgabe des Gastgebers wurde mehrmals nach hinten verschoben. Sie sollte ursprünglich im Juli und danach im November 2014 stattfinden. Schließlich vergab die Asian Football Confederation (AFC) am 9. März 2015 die Fußball-Asienmeisterschaft 2019 an die Vereinigten Arabischen Emirate.

## Spielorte
Im Januar 2016 wurden von der AFC vorläufig acht Stadien in den vier Städten Abu Dhabi, al-Ain, Dubai und Schardscha als Spielorte genannt. Ein Jahr später wurde in Dubai das kleinere Zabeel Stadium mit dem größeren al-Maktoum Stadium ausgetauscht. Das Zayed Sports City Stadium in Abu Dhabi war bereits eine der drei benutzten Spielstätten der Asienmeisterschaft 1996. Dort fand auch sowohl das Eröffnungs- als auch das Endspiel statt.
Sechs der acht Stadien verfügten über eine Kapazität zwischen 10.000 und 26.000 Zuschauern. Das größte Stadion war das Zayed Sports City Stadium in der Hauptstadt Abu Dhabi mit einer Kapazität von 45.000 Zuschauern, die zwei kleinsten Stadien hingegen, das Sharjah Stadium und das Khalifa Bin Zayed Stadium boten nur Platz für 12.000 Zuschauer.
| Abu Dhabi                                    | Abu Dhabi                                   | Abu Dhabi                                   | Schardscha                           |
| -------------------------------------------- | ------------------------------------------- | ------------------------------------------- | ------------------------------------ |
| Mohammed Bin Zayed Stadium Kapazität: 42.000 | al Nahyan Stadium Kapazität: 15.000         | Zayed Sports City Stadium Kapazität: 45.000 | Sharjah Stadium Kapazität: 12.000    |
| Mohammed Bin Zayed Stadium                   | al Nahyan Stadium                           | Zayed Sports City Stadium                   |                                      |
| al-Ain                                       | al-Ain                                      | Dubai                                       | Dubai                                |
| Hazza Bin Zayed Stadium Kapazität: 25.500    | Khalifa Bin Zayed Stadium Kapazität: 12.000 | al-Rashid Stadium Kapazität: 13.000         | al-Maktoum Stadium Kapazität: 15.500 |
| Hazza Bin Zayed Stadium                      | Khalifa Bin Zayed Stadium                   | al-Rashid Stadium                           | al-Maktoum Stadium                   |

## Modus

### Turnierform
Erstmals seit der Asienmeisterschaft 2004, bei der das Teilnehmerfeld von 12 auf 16 erhöht worden ist, gab es einen neuen Modus. Gespielt wurde in sechs Vierergruppen, wobei die Gruppenersten und -zweiten und die vier besten Gruppendritten sich für das Achtelfinale qualifizierten. Die vier besten Gruppendritten spielten im Achtelfinale gegen die Gruppenersten der Gruppen A, B, C und D. Der Gruppenerste der Gruppe E spielte gegen den Gruppenzweiten der Gruppe D und der Gruppenerste der Gruppe F gegen den Gruppenzweiten der Gruppe E. Die Gruppenzweiten der Gruppen A und C sowie B und F spielten jeweils gegeneinander.
Ab dem Achtelfinale wurde im K.-o.-System weitergespielt, bei dem eine Verlängerung und ein Elfmeterschießen möglich waren. Erstmals seit der Asienmeisterschaft 1972 (die vier Endrunden davor fanden im Rundenturnier statt) wurde kein Spiel um Platz 3 mehr ausgetragen. Die Anzahl der Spiele erhöhte sich von 32 auf 51. Die Endrunde wurde daher von drei auf vier Wochen verlängert.
Die Gruppenphase fand vom 5. bis zum 17. Januar 2019 statt, die Finalrunde begann am 20. Januar und endete mit dem Finale am 1. Februar 2019.

### Platzierungsregeln
Bei Punktgleichheit zweier oder mehrerer Mannschaften wurde die Platzierung durch folgende Kriterien ermittelt:
1. Anzahl Punkte im direkten Vergleich
2. Tordifferenz im direkten Vergleich
3. Anzahl Tore im direkten Vergleich
4. Wenn nach der Anwendung der Kriterien 1 bis 3 immer noch mehrere Mannschaften denselben Tabellenplatz belegen, werden die Kriterien 1 bis 3 erneut angewendet, jedoch ausschließlich auf die Direktbegegnungen der betreffenden Mannschaften
Sollte auch dies zu keiner definitiven Platzierung führen, werden die Kriterien 5 bis 9 angewendet:
5. Tordifferenz aus allen Gruppenspielen
6. Anzahl Tore in allen Gruppenspielen
7. Wenn es nur um zwei Mannschaften geht und diese beiden auf dem Platz stehen, kommt es zwischen diesen zu einem Elfmeterschießen
8. Niedrigere Anzahl Punkte (Fair-Play-Punkte) durch Gelbe und Rote Karten (Gelbe Karte 1 Punkt, Gelb-Rote und Rote Karte 3 Punkte, Gelbe Karte auf die eine direkte Rote Karte folgt 4 Punkte)
9. Losziehung
Für die Bestimmung der vier besten Gruppendritten wurden bei Punktgleichheit zweier oder mehrerer Mannschaften die Punkte 5 und 6 sowie 8 und 9 angewendet.

### Spielsperre
Erhielt ein Spieler im Laufe des Turniers zum zweiten Mal eine Gelbe Karte, war er im darauf folgenden Spiel gesperrt. Einzelne Gelbe Karten wurden nach dem Viertelfinale gestrichen. Nach Erhalt einer Gelb-Roten Karte war der Spieler für das nächste Spiel gesperrt. Bei einer Roten Karte war der Spieler ebenfalls automatisch für die folgende Partie gesperrt, wobei die Disziplinarkommission eine höhere Strafe aussprechen konnte.

## Teilnehmer

### Qualifikation

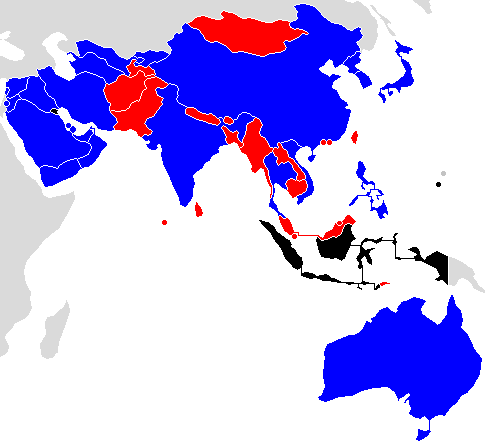
Qualifiziert
Nicht qualifiziert
Nicht teilgenommen/Zurückgezogen

Anders als bei den vorherigen Endrunden waren außer dem Gastgeber keine weiteren Mannschaften direkt für die Endrunde qualifiziert. Die Qualifikation fand in vier Runden (zunächst waren drei vorgesehen) statt, wovon die ersten beiden auch gleichzeitig die ersten beiden Runden der Qualifikation zur Fußball-Weltmeisterschaft 2018 darstellten.
In der ersten Runde traten im März 2015 die zwölf schwächsten Mannschaften im K.-o.-System mit Hin- und Rückspiel gegeneinander an. In der zweiten Runde trafen von Juni 2015 bis März 2016 die sechs Sieger und die restlichen 34 höher platzierten Mannschaften in acht Fünfergruppen im Doppelrundenformat aufeinander. Die acht Gruppensieger und die vier besten Gruppenzweiten qualifizierten sich direkt für die Endrunde der Asienmeisterschaft 2019.
Die restlichen Gruppenzweiten, die Gruppendritten und die vier besten Gruppenvierten qualifizierten sich für die dritte Runde. Die vier schlechtesten Gruppenvierten sowie die Gruppenfünften spielten in zwei Play-off-Runden acht weitere Plätze für die dritte Runde aus. In der dritten Runde wurden die 24 Mannschaften in sechs Vierergruppen aufgeteilt, wo sie im Double-Round-Robin-Format um die restlichen zwölf Endrunden-Plätze spielten. Die Gruppensieger und -zweiten qualifizierten sich für die Endrunde.

### Auslosung
Die Gruppenauslosung fand am 4. Mai 2018 im Armani Hotel des Burj Khalifa in Dubai statt. Die Mannschaft der Vereinigten Arabischen Emirate war als Gastgeber automatisch als Kopf der Gruppe A gesetzt. Die weiteren 11 Mannschaften, die sich über die zweite Runde qualifiziert hatten, befanden sich in Topf 1 und 2, die restlichen 12 Mannschaften in Topf 3 und 4. Innerhalb dieser zwei Gruppen wurden die Teams anhand ihrer Platzierungen in der FIFA-Weltrangliste vom 12. April 2018 verteilt.
| Topf 1: - Ver. Arab. Emirate (Gastgeber, 81) - Iran (36) - Australien (40) - Japan (60) - Südkorea (61) - Saudi-Arabien (70) Topf 2: - China (73) - Syrien (76) - Usbekistan (88) - Irak (88) - Katar (101) - Thailand (122) | Topf 3: - Kirgisistan (75) - Libanon (82) - Palästina (83) - Oman (87) - Indien (97) - Vietnam (103) Topf 4: - Nordkorea (112) - Philippinen (113) - Bahrain (116) - Jordanien (117) - Jemen (125) - Turkmenistan (129) |

| Gruppe A           | Gruppe B   | Gruppe C    | Gruppe D | Gruppe E      | Gruppe F     |
| ------------------ | ---------- | ----------- | -------- | ------------- | ------------ |
| Ver. Arab. Emirate | Australien | Südkorea    | Iran     | Saudi-Arabien | Japan        |
| Thailand           | Syrien     | China       | Irak     | Katar         | Usbekistan   |
| Indien             | Palästina  | Kirgisistan | Vietnam  | Libanon       | Oman         |
| Bahrain            | Jordanien  | Philippinen | Jemen    | Nordkorea     | Turkmenistan |

## Gruppenphase

### Gruppe A
| Pl. | Land               | Sp. | S | U | N | Tore    | Diff. | Punkte |
| --- | ------------------ | --- | - | - | - | ------- | ----- | ------ |
| 1.  | Ver. Arab. Emirate | 3   | 1 | 2 | 0 | 004:200 | +2    | 05     |
| 2.  | Thailand           | 3   | 1 | 1 | 1 | 003:500 | −2    | 04     |
| 3.  | Bahrain            | 3   | 1 | 1 | 1 | 002:200 | ±0    | 04     |
| 4.  | Indien             | 3   | 1 | 0 | 2 | 004:400 | ±0    | 03     |

| 5. Januar 2019, 20:00 Uhr (17:00 Uhr MEZ) in Abu Dhabi (Zayed)  |   |                    |           |
| Ver. Arab. Emirate                                              | – | Bahrain            | 1:1 (0:0) |
| 6. Januar 2019, 17:30 Uhr (14:30 Uhr MEZ) in Abu Dhabi (Nahyan) |   |                    |           |
| Thailand                                                        | – | Indien             | 1:4 (1:1) |
| 10. Januar 2019, 15:00 Uhr (12:00 Uhr MEZ) in Dubai (Maktoum)   |   |                    |           |
| Bahrain                                                         | – | Thailand           | 0:1 (0:0) |
| 10. Januar 2019, 20:00 Uhr (17:00 Uhr MEZ) in Abu Dhabi (Zayed) |   |                    |           |
| Indien                                                          | – | Ver. Arab. Emirate | 0:2 (0:1) |
| 14. Januar 2019, 20:00 Uhr (17:00 Uhr MEZ) in al-Ain (Hazza)    |   |                    |           |
| Ver. Arab. Emirate                                              | – | Thailand           | 1:1 (1:1) |
| 14. Januar 2019, 20:00 Uhr (17:00 Uhr MEZ) in Schardscha        |   |                    |           |
| Indien                                                          | – | Bahrain            | 0:1 (0:0) |

### Gruppe B
| Pl. | Land       | Sp. | S | U | N | Tore    | Diff. | Punkte |
| --- | ---------- | --- | - | - | - | ------- | ----- | ------ |
| 1.  | Jordanien  | 3   | 2 | 1 | 0 | 003:000 | +3    | 07     |
| 2.  | Australien | 3   | 2 | 0 | 1 | 006:300 | +3    | 06     |
| 3.  | Palästina  | 3   | 0 | 2 | 1 | 000:300 | −3    | 02     |
| 4.  | Syrien     | 3   | 0 | 1 | 2 | 002:500 | −3    | 01     |

| 6. Januar 2019, 15:00 Uhr (12:00 Uhr MEZ) in al-Ain (Hazza)        |   |            |           |
| Australien                                                         | – | Jordanien  | 0:1 (0:1) |
| 6. Januar 2019, 20:00 Uhr (17:00 Uhr MEZ) in Schardscha            |   |            |           |
| Syrien                                                             | – | Palästina  | 0:0       |
| 10. Januar 2019, 17:30 Uhr (14:30 Uhr MEZ) in al-Ain (Khalifa)     |   |            |           |
| Jordanien                                                          | – | Syrien     | 2:0 (2:0) |
| 11. Januar 2019, 15:00 Uhr (12:00 Uhr MEZ) in Dubai (Rashid)       |   |            |           |
| Palästina                                                          | – | Australien | 0:3 (0:2) |
| 15. Januar 2019, 17:30 Uhr (14:30 Uhr MEZ) in al-Ain (Khalifa)     |   |            |           |
| Australien                                                         | – | Syrien     | 3:2 (1:1) |
| 15. Januar 2019, 17:30 Uhr (14:30 Uhr MEZ) in Abu Dhabi (Mohammed) |   |            |           |
| Palästina                                                          | – | Jordanien  | 0:0       |

### Gruppe C
| Pl. | Land        | Sp. | S | U | N | Tore    | Diff. | Punkte |
| --- | ----------- | --- | - | - | - | ------- | ----- | ------ |
| 1.  | Südkorea    | 3   | 3 | 0 | 0 | 004:000 | +4    | 09     |
| 2.  | China       | 3   | 2 | 0 | 1 | 005:300 | +2    | 06     |
| 3.  | Kirgisistan | 3   | 1 | 0 | 2 | 004:400 | ±0    | 03     |
| 4.  | Philippinen | 3   | 0 | 0 | 3 | 001:700 | −6    | 0      |

| 7. Januar 2019, 15:00 Uhr (12:00 Uhr MEZ) in al-Ain (Khalifa)      |   |             |           |
| China                                                              | – | Kirgisistan | 2:1 (0:1) |
| 7. Januar 2019, 17:30 Uhr (14:30 Uhr MEZ) in Dubai (Maktoum)       |   |             |           |
| Südkorea                                                           | – | Philippinen | 1:0 (0:0) |
| 11. Januar 2019, 17:30 Uhr (14:30 Uhr MEZ) in Abu Dhabi (Mohammed) |   |             |           |
| Philippinen                                                        | – | China       | 0:3 (0:1) |
| 11. Januar 2019, 20:00 Uhr (17:00 Uhr MEZ) in al-Ain (Hazza)       |   |             |           |
| Kirgisistan                                                        | – | Südkorea    | 0:1 (0:1) |
| 16. Januar 2019, 17:30 Uhr (14:30 Uhr MEZ) in Abu Dhabi (Nahyan)   |   |             |           |
| Südkorea                                                           | – | China       | 2:0 (1:0) |
| 16. Januar 2019, 17:30 Uhr (14:30 Uhr MEZ) in Dubai (Rashid)       |   |             |           |
| Kirgisistan                                                        | – | Philippinen | 3:1 (1:0) |

### Gruppe D
| Pl. | Land    | Sp. | S | U | N | Tore    | Diff. | Punkte |
| --- | ------- | --- | - | - | - | ------- | ----- | ------ |
| 1.  | Iran    | 3   | 2 | 1 | 0 | 007:000 | +7    | 07     |
| 2.  | Irak    | 3   | 2 | 1 | 0 | 006:200 | +4    | 07     |
| 3.  | Vietnam | 3   | 1 | 0 | 2 | 004:500 | −1    | 03     |
| 4.  | Jemen   | 3   | 0 | 0 | 3 | 000:100 | −10   | 0      |

| 7. Januar 2019, 20:00 Uhr (17:00 Uhr MEZ) in Abu Dhabi (Mohammed) |   |         |           |
| Iran                                                              | – | Jemen   | 5:0 (3:0) |
| 8. Januar 2019, 17:30 Uhr (14:30 Uhr MEZ) in Abu Dhabi (Zayed)    |   |         |           |
| Irak                                                              | – | Vietnam | 3:2 (1:2) |
| 12. Januar 2019, 15:00 Uhr (12:00 Uhr MEZ) in Abu Dhabi (Nahyan)  |   |         |           |
| Vietnam                                                           | – | Iran    | 0:2 (0:1) |
| 12. Januar 2019, 17:30 Uhr (14:30 Uhr MEZ) in Schardscha          |   |         |           |
| Jemen                                                             | – | Irak    | 0:3 (0:2) |
| 16. Januar 2019, 20:00 Uhr (17:00 Uhr MEZ) in al-Ain (Hazza)      |   |         |           |
| Vietnam                                                           | – | Jemen   | 2:0 (1:0) |
| 16. Januar 2019, 20:00 Uhr (17:00 Uhr MEZ) in Dubai (Maktoum)     |   |         |           |
| Iran                                                              | – | Irak    | 0:0       |

### Gruppe E
| Pl. | Land          | Sp. | S | U | N | Tore    | Diff. | Punkte |
| --- | ------------- | --- | - | - | - | ------- | ----- | ------ |
| 1.  | Katar         | 3   | 3 | 0 | 0 | 010:000 | +10   | 09     |
| 2.  | Saudi-Arabien | 3   | 2 | 0 | 1 | 006:200 | +4    | 06     |
| 3.  | Libanon       | 3   | 1 | 0 | 2 | 004:500 | −1    | 03     |
| 4.  | Nordkorea     | 3   | 0 | 0 | 3 | 001:140 | −13   | 0      |

| 8. Januar 2019, 20:00 Uhr (17:00 Uhr MEZ) in Dubai (Rashid)     |   |               |           |
| Saudi-Arabien                                                   | – | Nordkorea     | 4:0 (2:0) |
| 9. Januar 2019, 20:00 Uhr (17:00 Uhr MEZ) in al-Ain (Hazza)     |   |               |           |
| Katar                                                           | – | Libanon       | 2:0 (0:0) |
| 12. Januar 2019, 20:00 Uhr (17:00 Uhr MEZ) in Dubai (Maktoum)   |   |               |           |
| Libanon                                                         | – | Saudi-Arabien | 0:2 (0:1) |
| 13. Januar 2019, 15:00 Uhr (12:00 Uhr MEZ) in al-Ain (Khalifa)  |   |               |           |
| Nordkorea                                                       | – | Katar         | 0:6 (0:3) |
| 17. Januar 2019, 20:00 Uhr (17:00 Uhr MEZ) in Abu Dhabi (Zayed) |   |               |           |
| Saudi-Arabien                                                   | – | Katar         | 0:2 (0:1) |
| 17. Januar 2019, 20:00 Uhr (17:00 Uhr MEZ) in Schardscha        |   |               |           |
| Libanon                                                         | – | Nordkorea     | 4:1 (1:1) |

### Gruppe F
| Pl. | Land         | Sp. | S | U | N | Tore    | Diff. | Punkte |
| --- | ------------ | --- | - | - | - | ------- | ----- | ------ |
| 1.  | Japan        | 3   | 3 | 0 | 0 | 006:300 | +3    | 09     |
| 2.  | Usbekistan   | 3   | 2 | 0 | 1 | 007:300 | +4    | 06     |
| 3.  | Oman         | 3   | 1 | 0 | 2 | 004:400 | ±0    | 03     |
| 4.  | Turkmenistan | 3   | 0 | 0 | 3 | 003:100 | −7    | 0      |

| 9. Januar 2019, 15:00 Uhr (12:00 Uhr MEZ) in Abu Dhabi (Nahyan)    |   |              |           |
| Japan                                                              | – | Turkmenistan | 3:2 (0:1) |
| 9. Januar 2019, 17:30 Uhr (14:30 Uhr MEZ) in Schardscha            |   |              |           |
| Usbekistan                                                         | – | Oman         | 2:1 (1:0) |
| 13. Januar 2019, 17:30 Uhr (14:30 Uhr MEZ) in Abu Dhabi (Zayed)    |   |              |           |
| Oman                                                               | – | Japan        | 0:1 (0:1) |
| 13. Januar 2019, 20:00 Uhr (17:00 Uhr MEZ) in Dubai (Rashid)       |   |              |           |
| Turkmenistan                                                       | – | Usbekistan   | 0:4 (0:4) |
| 17. Januar 2019, 17:30 Uhr (14:30 Uhr MEZ) in Abu Dhabi (Mohammed) |   |              |           |
| Oman                                                               | – | Turkmenistan | 3:1 (1:1) |
| 17. Januar 2019, 17:30 Uhr (14:30 Uhr MEZ) in al-Ain (Khalifa)     |   |              |           |
| Japan                                                              | – | Usbekistan   | 2:1 (1:1) |

### Rangliste der Gruppendritten
Die vier besten Gruppendritten spielten im Achtelfinale gegen die Gruppenersten der Gruppen A, B, C und D. Die genauen Paarungen hingen davon ab, aus welchen Gruppen sich die Dritten qualifizieren. Für jede der fünfzehn Möglichkeiten legte eine Tabelle in den offiziellen Regularien die Zuordnung wie folgt fest.
| Kombinationen (3. aus Gruppen) | 1. Gruppe A spielt gegen 3. Gruppe | 1. Gruppe B spielt gegen 3. Gruppe | 1. Gruppe C spielt gegen 3. Gruppe | 1. Gruppe D spielt gegen 3. Gruppe |
| ------------------------------ | ---------------------------------- | ---------------------------------- | ---------------------------------- | ---------------------------------- |
| A B C D                        | C                                  | D                                  | A                                  | B                                  |
| A B C E                        | C                                  | A                                  | B                                  | E                                  |
| A B C F                        | C                                  | A                                  | B                                  | F                                  |
| A B D E                        | D                                  | A                                  | B                                  | E                                  |
| A B D F                        | D                                  | A                                  | B                                  | F                                  |
| A B E F                        | E                                  | A                                  | B                                  | F                                  |
| A C D E                        | C                                  | D                                  | A                                  | E                                  |
| A C D F                        | C                                  | D                                  | A                                  | F                                  |
| A C E F                        | C                                  | A                                  | F                                  | E                                  |
| A D E F                        | D                                  | A                                  | F                                  | E                                  |
| B C D E                        | C                                  | D                                  | B                                  | E                                  |
| B C D F                        | C                                  | D                                  | B                                  | F                                  |
| B C E F                        | E                                  | C                                  | B                                  | F                                  |
| B D E F                        | E                                  | D                                  | B                                  | F                                  |
| C D E F                        | C                                  | D                                  | F                                  | E                                  |

| Pl. | Land        | Sp. | S | U | N | Tore    | Diff. | Punkte | Gruppe   | FP-Punkte |
| --- | ----------- | --- | - | - | - | ------- | ----- | ------ | -------- | --------- |
| 1.  | Bahrain     | 3   | 1 | 1 | 1 | 002:200 | ±0    | 04     | A \|\| 1 |           |
| 2.  | Kirgisistan | 3   | 1 | 0 | 2 | 004:400 | ±0    | 03     | C \|\| 5 |           |
| 3.  | Oman        | 3   | 1 | 0 | 2 | 004:400 | ±0    | 03     | F \|\| 6 |           |
| 4.  | Vietnam     | 3   | 1 | 0 | 2 | 004:500 | −1    | 03     | D \|\| 5 |           |
| 5.  | Libanon     | 3   | 1 | 0 | 2 | 004:500 | −1    | 03     | E \|\| 7 |           |
| 6.  | Palästina   | 3   | 0 | 2 | 1 | 000:300 | −3    | 02     | B \|\| 8 |           |

## Finalrunde
In der Finalrunde wurde im K.-o.-System gespielt. Stand es nach der regulären Spielzeit von 90 Minuten unentschieden, kam es zur Verlängerung von zweimal 15 Minuten und eventuell (falls immer noch kein Sieger feststand) zum Elfmeterschießen. Anders als bei den vorherigen Turnieren wurde kein Spiel um Platz 3 mehr ausgetragen.

### Spielplan
|  | Achtelfinale       | Achtelfinale |                    |                    | Viertelfinale | Viertelfinale |  |  | Halbfinale | Halbfinale |  |  | Finale | Finale |
|  |                    |              |                    |                    |               |               |  |  |            |            |  |  |        |        |
|  |                    |              |                    |                    |               |               |  |  |            |            |  |  |        |        |
|  | Thailand           | 1            |                    |                    |               |               |  |  |            |            |  |  |        |        |
|  | China              | 2            |                    |                    |               |               |  |  |            |            |  |  |        |        |
|  | China              | 2            | China              | 0                  |               |               |  |  |            |            |  |  |        |        |
|  |                    |              | China              | 0                  |               |               |  |  |            |            |  |  |        |        |
|  |                    |              |                    |                    | Iran          | 3             |  |  |            |            |  |  |        |        |
|  | Iran               | 2            |                    |                    | Iran          | 3             |  |  |            |            |  |  |        |        |
|  | Iran               | 2            |                    |                    |               |               |  |  |            |            |  |  |        |        |
|  | Oman               | 0            |                    |                    |               |               |  |  |            |            |  |  |        |        |
|  | Oman               | 0            | Iran               | 0                  |               |               |  |  |            |            |  |  |        |        |
|  |                    |              | Iran               | 0                  |               |               |  |  |            |            |  |  |        |        |
|  |                    |              |                    | Japan              | 3             |               |  |  |            |            |  |  |        |        |
|  | Jordanien          | 1 (2)        |                    | Japan              | 3             |               |  |  |            |            |  |  |        |        |
|  | Jordanien          | 1 (2)        |                    |                    |               |               |  |  |            |            |  |  |        |        |
|  | Vietnam            | 01 (4)2      |                    |                    |               |               |  |  |            |            |  |  |        |        |
|  | Vietnam            | 01 (4)2      | Vietnam            | 0                  |               |               |  |  |            |            |  |  |        |        |
|  |                    |              | Vietnam            | 0                  |               |               |  |  |            |            |  |  |        |        |
|  |                    |              |                    |                    | Japan         | 1             |  |  |            |            |  |  |        |        |
|  | Japan              | 1            |                    |                    | Japan         | 1             |  |  |            |            |  |  |        |        |
|  | Japan              | 1            |                    |                    |               |               |  |  |            |            |  |  |        |        |
|  | Saudi-Arabien      | 0            |                    |                    |               |               |  |  |            |            |  |  |        |        |
|  | Saudi-Arabien      | 0            | Japan              | 1                  |               |               |  |  |            |            |  |  |        |        |
|  |                    |              | Japan              | 1                  |               |               |  |  |            |            |  |  |        |        |
|  |                    |              |                    | Katar              | 3             |               |  |  |            |            |  |  |        |        |
|  | Südkorea           | 021          |                    | Katar              | 3             |               |  |  |            |            |  |  |        |        |
|  | Südkorea           | 021          |                    |                    |               |               |  |  |            |            |  |  |        |        |
|  | Bahrain            | 1            |                    |                    |               |               |  |  |            |            |  |  |        |        |
|  | Bahrain            | 1            | Südkorea           | 0                  |               |               |  |  |            |            |  |  |        |        |
|  |                    |              | Südkorea           | 0                  |               |               |  |  |            |            |  |  |        |        |
|  |                    |              |                    |                    | Katar         | 1             |  |  |            |            |  |  |        |        |
|  | Katar              | 1            |                    |                    | Katar         | 1             |  |  |            |            |  |  |        |        |
|  | Katar              | 1            |                    |                    |               |               |  |  |            |            |  |  |        |        |
|  | Irak               | 0            |                    |                    |               |               |  |  |            |            |  |  |        |        |
|  | Irak               | 0            | Katar              | 4                  |               |               |  |  |            |            |  |  |        |        |
|  |                    |              | Katar              | 4                  |               |               |  |  |            |            |  |  |        |        |
|  |                    |              |                    | Ver. Arab. Emirate | 0             |               |  |  |            |            |  |  |        |        |
|  | Ver. Arab. Emirate | 031          |                    | Ver. Arab. Emirate | 0             |               |  |  |            |            |  |  |        |        |
|  | Ver. Arab. Emirate | 031          |                    |                    |               |               |  |  |            |            |  |  |        |        |
|  | Kirgisistan        | 2            |                    |                    |               |               |  |  |            |            |  |  |        |        |
|  | Kirgisistan        | 2            | Ver. Arab. Emirate | 1                  |               |               |  |  |            |            |  |  |        |        |
|  |                    |              | Ver. Arab. Emirate | 1                  |               |               |  |  |            |            |  |  |        |        |
|  |                    |              |                    |                    | Australien    | 0             |  |  |            |            |  |  |        |        |
|  | Australien         | 00 (4)2      |                    |                    | Australien    | 0             |  |  |            |            |  |  |        |        |
|  | Australien         | 00 (4)2      |                    |                    |               |               |  |  |            |            |  |  |        |        |
|  | Usbekistan         | 0 (2)        |                    |                    |               |               |  |  |            |            |  |  |        |        |

1 Sieg nach Verlängerung

2 Sieg im Elfmeterschießen

### Achtelfinale
| 20. Januar 2019, 15:00 Uhr (12:00 Uhr MEZ) in Dubai (Maktoum)      |   |               |                                 |
| Jordanien                                                          | – | Vietnam       | 1:1 n. V. (1:1, 1:0), 2:4 i. E. |
| 20. Januar 2019, 18:00 Uhr (15:00 Uhr MEZ) in al-Ain (Hazza)       |   |               |                                 |
| Thailand                                                           | – | China         | 1:2 (1:0)                       |
| 20. Januar 2019, 21:00 Uhr (18:00 Uhr MEZ) in Abu Dhabi (Mohammed) |   |               |                                 |
| Iran                                                               | – | Oman          | 2:0 (2:0)                       |
| 21. Januar 2019, 15:00 Uhr (12:00 Uhr MEZ) in Schardscha           |   |               |                                 |
| Japan                                                              | – | Saudi-Arabien | 1:0 (1:0)                       |
| 21. Januar 2019, 18:00 Uhr (15:00 Uhr MEZ) in al-Ain (Khalifa)     |   |               |                                 |
| Australien                                                         | – | Usbekistan    | 0:0 n. V., 4:2 i. E.            |
| 21. Januar 2019, 21:00 Uhr (18:00 Uhr MEZ) in Abu Dhabi (Zayed)    |   |               |                                 |
| Ver. Arab. Emirate                                                 | – | Kirgisistan   | 3:2 n. V. (2:2, 1:1)            |
| 22. Januar 2019, 17:00 Uhr (14:00 Uhr MEZ) in Dubai (Rashid)       |   |               |                                 |
| Südkorea                                                           | – | Bahrain       | 2:1 n. V. (1:1, 1:0)            |
| 22. Januar 2019, 20:00 Uhr (17:00 Uhr MEZ) in Abu Dhabi (Nahyan)   |   |               |                                 |
| Katar                                                              | – | Irak          | 1:0 (0:0)                       |

### Viertelfinale
| 24. Januar 2019, 17:00 Uhr (14:00 Uhr MEZ) in Dubai (Maktoum)      |   |            |           |
| Vietnam                                                            | – | Japan      | 0:1 (0:0) |
| 24. Januar 2019, 20:00 Uhr (17:00 Uhr MEZ) in Abu Dhabi (Mohammed) |   |            |           |
| China                                                              | – | Iran       | 0:3 (0:2) |
| 25. Januar 2019, 17:00 Uhr (14:00 Uhr MEZ) in Abu Dhabi (Zayed)    |   |            |           |
| Südkorea                                                           | – | Katar      | 0:1 (0:0) |
| 25. Januar 2019, 20:00 Uhr (17:00 Uhr MEZ) in al-Ain (Hazza)       |   |            |           |
| Ver. Arab. Emirate                                                 | – | Australien | 1:0 (0:0) |

### Halbfinale
| 28. Januar 2019, 18:00 Uhr (15:00 Uhr MEZ) in al-Ain (Hazza)       |   |                    |           |
| Iran                                                               | – | Japan              | 0:3 (0:0) |
| 29. Januar 2019, 18:00 Uhr (15:00 Uhr MEZ) in Abu Dhabi (Mohammed) |   |                    |           |
| Katar                                                              | – | Ver. Arab. Emirate | 4:0 (2:0) |

### Finale
| Japan                                                                                 | Japan | Katar | Katar | Aufstellung                   |
| ------------------------------------------------------------------------------------- | --- | --- | ----- | ----------------------------- |
| Japan                                                                                 | \| Finale \| \| 1. Februar 2019 um 18:00 Uhr (15:00 Uhr MEZ) in Abu Dhabi (Zayed Sports City Stadium) \| \| Zuschauer: 36.776 \| \| Schiedsrichter: Ravshan Ermatov ( Usbekistan) \| \| Spielbericht \|                                                           | \| Finale \| \| 1. Februar 2019 um 18:00 Uhr (15:00 Uhr MEZ) in Abu Dhabi (Zayed Sports City Stadium) \| \| Zuschauer: 36.776 \| \| Schiedsrichter: Ravshan Ermatov ( Usbekistan) \| \| Spielbericht \|                                                                        | Katar | Aufstellung Japan gegen Katar |
| Japan                                                                                 | Shūichi Gonda – Hiroki Sakai, Takehiro Tomiyasu, Maya Yoshida , Yūto Nagatomo – Genki Haraguchi (62. Yoshinori Mutō), Gaku Shibasaki, Tsukasa Shiotani (84. Jun’ya Itō), Ritsu Dōan – Yūya Ōsako, Takumi Minamino (89. Takashi Inui) Cheftrainer: Hajime Moriyasu | Saad al-Sheeb – Ró-Ró, Bassam al-Rawi, Boualem Khoukhi (61. Salem al-Hajri), Tarek Salman, Abdelkarim Hassan – Hassan al-Haydos (74. Karim Boudiaf), Abdulaziz Hatem, Assim Madibo – Akram Afif, Almoez Abdulla (90.+6' Ahmed Alaaeldin) Cheftrainer: Félix Sánchez ( Spanien) | Katar | Aufstellung Japan gegen Katar |
| Japan                                                                                 | 1:2 Minamino (69.) | 0:1 Abdulla (12.) 0:2 Hatem (27.) 1:3 Afif (83., Handelfmeter) | Katar | Aufstellung Japan gegen Katar |
| Japan                                                                                 | Shibasaki (20.), Yoshida (82.), Sakai (86.) | Afif (84.), Ró-Ró (90.+3') | Katar | Aufstellung Japan gegen Katar |
| Japan                                                                                 | Spieler des Spiels: Akram Afif (Katar) | | Katar | Aufstellung Japan gegen Katar |
| Finale                                                                                | | |       |                               |
| 1. Februar 2019 um 18:00 Uhr (15:00 Uhr MEZ) in Abu Dhabi (Zayed Sports City Stadium) | | |       |                               |
| Zuschauer: 36.776                                                                     | | |       |                               |
| Schiedsrichter: Ravshan Ermatov ( Usbekistan)                                         | | |       |                               |
| Spielbericht                                                                          | | |       |                               |

## Beste Torschützen

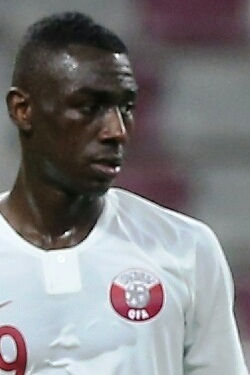
Mit insgesamt neun Toren Torschützenkönig: Der Katarer Almoez Abdulla

Nachfolgend sind die besten Torschützen des Turnieres aufgeführt. Bei gleicher Anzahl an Toren sind die Spieler zunächst nach der Anzahl der Vorlagen und anschließend nach den Spielminuten sortiert.
| Rang | Nat                          | Spieler          | Tore | Vorlagen | Spielminuten |
| ---- | ---------------------------- | ---------------- | ---- | -------- | ------------ |
| 01   | Katar                        | Almoez Abdulla   | 9    | 1        | 619          |
| 02   | Usbekistan                   | Eldor Shomurodov | 4    | 1        | 271          |
| 03   | Japan                        | Yūya Ōsako       | 4    | 1        | 288          |
| 04   | Iran                         | Sardar Azmoun    | 4    | 1        | 523          |
| 05   | Vereinigte Arabische Emirate | Ali Mabkhout     | 4    | 1        | 570          |
| 06   | Iran                         | Mehdi Taremi     | 3    | 2        | 342          |
| 07   | Kirgisistan                  | Vitalij Lux      | 3    | 0        | 319          |

Zu diesen besten Torschützen mit mindestens drei Toren kommen 19 weitere mit je zwei Toren und 59 weitere mit je einem Tor. Dazu kommen noch jeweils ein Eigentor des Kirgisen Pawel Matjasch (China) sowie des Irakers Ali Faez (Vietnam).

## Auszeichnungen
Zum besten Spieler des Turniers wählten die technischen Beobachter der AFC den Katarer Almoez Abdulla, der mit neun Toren und einer Torvorlagen auch Torschützenkönig wurde. Zum besten Torhüter des Turniers wählten sie Abdullas Landsmann Saad al-Sheeb, der bis ins Finale hinein 609 Minuten ohne Gegentor blieb.
Das schönste Tor des Turniers erzielte laut einer Fan-Umfrage, für die die AFC im Voraus zehn Kandidaten aufgestellt hatte, der Vietnamese Nguyễn Quang Hải beim 2:0-Sieg im Gruppenspiel gegen den Jemen. Den Fair-Play-Preis erhielt die japanische Mannschaft.
Im Abschlussbericht der AFC stellten die technischen Beobachter eine „Mannschaft des Turniers“ mit 23 Spielern auf. Dabei wurden alle Spieler einbezogen, die die Finalrunde erreichten. Neben Abdulla sowie al-Sheeb wurden sechs weitere Asienmeister, fünf Spieler des unterlegenen Finalisten Japan, vier Iraner, zwei Emiratis sowie je ein Australier, Chinese, Südkoreaner und Vietnamese in das All-Star-Team berufen.
| Torhüter                                       | Abwehr                                                                                                   | Mittelfeld                                                                             | Angriff                                                                                 |
| ---------------------------------------------- | --- | -------------------------------------------------------------------------------------- | --------------------------------------------------------------------------------------- |
| Saad al-Sheeb Shūichi Gonda Alireza Beiranvand | Abdelkarim Hassan Boualem Khoukhi Bassam al-Rawi Yūto Nagatomo Maya Yoshida Bandar al-Ahbabi Kim Min-jae | Abdulaziz Hatem Hassan al-Haydos Gaku Shibasaki Ashkan Dejagah Omid Ebrahimi Tom Rogic | Almoez Abdulla Akram Afif Yūya Ōsako Sardar Azmoun Ali Mabkhout Wu Lei Nguyễn Quang Hải |

## Schiedsrichter

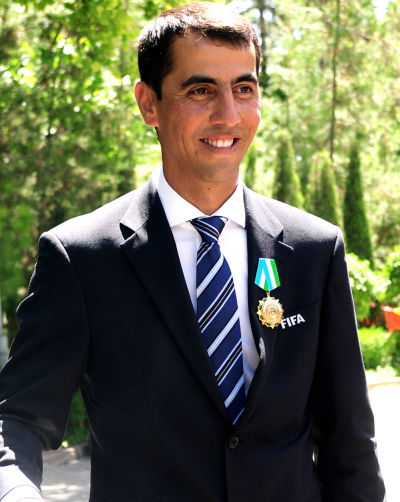
Der usbekische Schiedsrichter Ravshan Ermatov leitete das Finale

Am 5. Dezember 2018 nominierte die AFC 30 Schiedsrichter plus 30 Schiedsrichterassistenten sowie je zwei Ersatz-Schiedsrichter und zwei Ersatz-Assistenten für das Turnier. Jeweils drei Schiedsrichter stammten aus Katar, Japan und Usbekistan, je zwei aus Australien, China, dem Irak, Jordanien und den Vereinigten Arabischen Emiraten. Vier Schiedsrichter gehörten einem Verband an, dessen Mannschaft sich nicht für den Wettbewerb qualifizieren konnte. Als Teil eines bestehenden Austauschprogramms mit der CONCACAF wurde auch ein mexikanischer Schiedsrichter und zwei Assistenten nominiert.
Im September 2018 entschied die AFC, dass ab dem Viertelfinale der Videobeweis eingesetzt werde. Der Schiedsrichter wurde dabei von einem Videoassistenten-Team unterstützt, das aus einem Videoassistenten und aus zwei weiteren Schiedsrichterassistenten bestand. Gleich im ersten Spiel kam er zweimal zur Anwendung.
Insgesamt kamen 27 Schiedsrichterteams zur Leitung der 51 Spiele zum Einsatz. Von denen gab es 19 Schiedsrichterteams aus einem Land, alle weiteren Teams bildeten sich aus jeweils zwei Nationen zusammen. Die zunächst als Schiedsrichter nominierten Jumpei Iida aus Japan, Ahmed al-Ali aus Jordanien und Khamis al-Kuwari aus Katar wurden nur als Torrichter eingesetzt. Als Videoassistenten kamen neben dem Australier Chris Beath auch der Niederländer Danny Makkelie und der Italiener Paolo Valeri zum Einsatz.
Das Eröffnungsspiel und damit sein einziges Spiel leitete der Jordanier Adham Makhadmeh. Für das Finale war der Uzbeke Ravshan Ermatov verantwortlich, der zudem mit fünf Einsätzen die meisten Spielleitungen aufweist. 
| Schiedsrichter                    | Land               | Assistent 1           | Assistent 2           | Spiele |     |   |   |
| --------------------------------- | ------------------ | --------------------- | --------------------- | ------ | --- | - | - |
| Chris Beath                       | Australien         | Matthew Cream         | Anton Shchetinin      | 03     | 015 | 0 | 0 |
| Peter Green                       | Australien         | Matthew Cream         | Anton Shchetinin      | 01     | 005 | 1 | 0 |
| Nawaf Shukralla                   | Bahrain            | Mohamed Salman        | Yaser Tulefat         | 02     | 013 | 0 | 0 |
| Fu Ming                           | China              | Cao Yi                | Huo Weiming           | 02     | 005 | 0 | 0 |
| Ma Ning                           | China              | Cao Yi                | Huo Weiming           | 01     | 002 | 0 | 0 |
| Liu Kwok Man                      | Hongkong           | Cao Yi                | Huo Weiming           | 01     | 002 | 0 | 0 |
| Ali Sabah                         | Irak               | Abu Bakar al-Amri     | Rashid al-Ghaithi     | 01     | 005 | 0 | 0 |
| Mohanad Qasim Sarray              | Irak               | Taleb al-Marri        | Saud al-Maqaleh       | 01     | 004 | 0 | 0 |
| Alireza Faghani                   | Iran               | Reza Sokhandan        | Mohammadreza Mansouri | 02     | 004 | 0 | 0 |
| Hiroyuki Kimura                   | Japan              | Mohd Yusri Muhamad    | Jun Mihara            | 01     | 003 | 0 | 0 |
| Ryūji Satō                        | Japan              | Hiroshi Yamauchi      | Jun Mihara            | 04     | 014 | 0 | 0 |
| Adham Makhadmeh                   | Jordanien          | Ahmad al-Roalle       | Mohammad al-Kalaf     | 01     | 002 | 0 | 0 |
| Abdulrahman al-Jassim             | Katar              | Taleb al-Marri        | Saud al-Maqaleh       | 04     | 014 | 0 | 0 |
| Khamis al-Marri                   | Katar              | Taleb al-Marri        | Saud al-Maqaleh       | 01     | 002 | 0 | 0 |
| Mohd Amirul Izwan Yaacob          | Malaysia           | Mohd Yusri Muhamad    | Mohamad Zainal Abidin | 01     | 005 | 0 | 0 |
| César Arturo Ramos                | Mexiko             | Miguel Hernández      | Alberto Morín         | 04     | 010 | 0 | 1 |
| Ahmed al-Kaf                      | Oman               | Abu Bakar al-Amri     | Rashid al-Ghaithi     | 02     | 006 | 0 | 0 |
| Turki al-Khudhayr                 | Saudi-Arabien      | Mohammed al-Abakry    | Ronnie Koh Min Kiat   | 01     | 008 | 0 | 0 |
| Muhammad Taqi                     | Singapur           | Ronnie Koh Min Kiat   | Sergei Grischtschenko | 02     | 011 | 0 | 0 |
| Hettikamkanamge Perera            | Sri Lanka          | Palitha Hemathunga    | Jahongir Saidov       | 01     | 006 | 1 | 0 |
| Kim Dong-jin                      | Südkorea           | Yoon Kwang-yeol       | Park Sang-jun         | 02     | 009 | 0 | 0 |
| Ko Hyung-jin                      | Südkorea           | Yoon Kwang-yeol       | Park Sang-jun         | 01     | 002 | 0 | 1 |
| Ravshan Ermatov                   | Usbekistan         | Abduhamidullo Rasulov | Jahongir Saidov       | 05     | 022 | 1 | 0 |
| Valentin Kovalenko                | Usbekistan         | Abduhamidullo Rasulov | Jahongir Saidov       | 01     | 003 | 0 | 0 |
| Ilgiz Tantashev                   | Usbekistan         | Abduhamidullo Rasulov | Sergei Grischtschenko | 01     | 002 | 0 | 0 |
| Ammar al-Jeneibi                  | Ver. Arab. Emirate | Mohamed al-Hammadi    | Hasan al-Mahri        | 01     | 001 | 0 | 0 |
| Mohammed Abdullah Hassan Mohammed | Ver. Arab. Emirate | Mohamed al-Hammadi    | Hasan al-Mahri        | 04     | 014 | 0 | 0 |
| Gesamt                            | Gesamt             | Gesamt                | Gesamt                | 51     | 189 | 3 | 2 |

## Organisation und Umfeld

### Logo und Slogan
Das Logo des Wettbewerbs wurde am 23. Januar 2017 vorgestellt. Es zeigt sieben durch farbliche Bänder gebildete Sechsecke umschlossen von einem Kreis. Während der Kreis den Sport des Fußballs symbolisieren soll, durch den der asiatische Kontinent bei diesem Turnier zusammenwächst, stellt jedes der sieben Sechsecke eines der sieben Emirate der Vereinigten Arabischen Emirate dar. Inspiriert wurde das Design der verwobenen Bänder von der Tradition des Webens im Gastgeberland. Das gesamte Logo ist in den Farben der Landesflagge des Gastgebers – Schwarz, Grün, Rot und Weiß – gehalten.
Als Slogan wurde am 5. Januar 2018 „Bringing Asia Together“ (englisch für Asien zusammenbringen) enthüllt.

### Spielball und Maskottchen

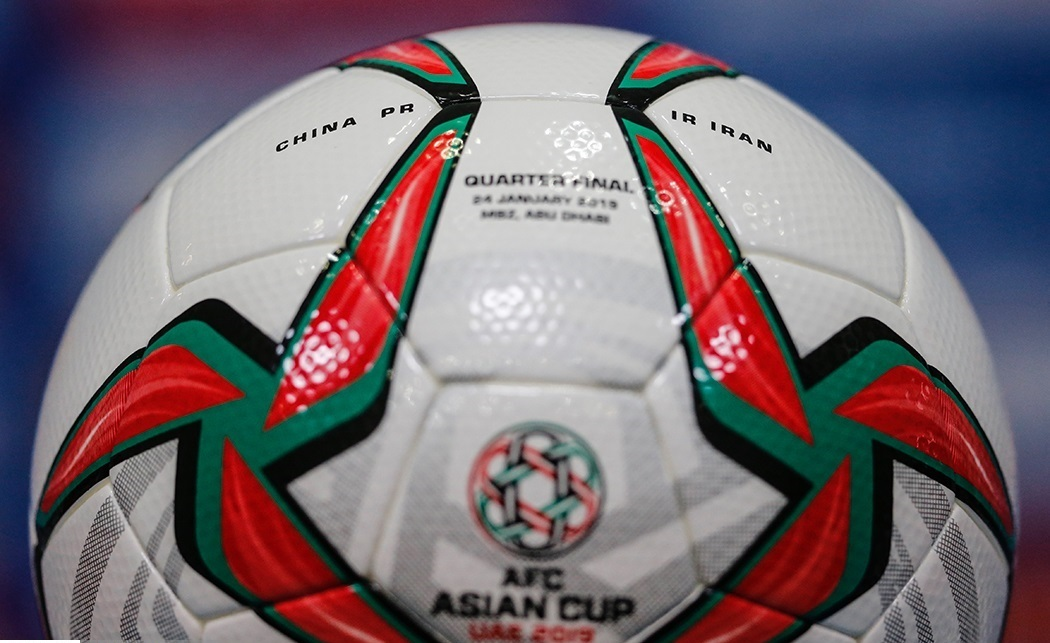
Offizieller Spielball

Der offizielle Spielball der Asienmeisterschaft 2019 wurde vom japanischen Unternehmen Molten produziert.
Die beiden offiziellen Maskottchen, Mansour und Jarrah, wurden am 4. Mai 2018 im Rahmen der Endrunden-Auslosung vorgestellt. Mansour stellt einen arabischen Jungen dar, dessen Traum es einmal sei, sein Land bei der Asienmeisterschaft zu vertreten. Jarrah ist ein arabischer Falke mit Lichtgeschwindigkeit und zielgenauer Präzision, der sein Fußballkönnen von den größten Spielern des Kontinents gelernt hat.

### Eröffnungs- und Schlussfeier
Die Eröffnungsfeier fand am Samstag, den 5. Januar 2019 direkt vor dem Eröffnungsspiel der Heimmannschaft gegen Bahrain statt und dauerte etwa eine halbe Stunde. Im Stadion saßen unter anderem Salman bin Ibrahim Al Chalifa, Präsident der AFC, der FIFA-Präsident Gianni Infantino und der Kronprinz des Emirats Dubai, Hamdan bin Muhammad Al Maktum. Als Teil der Eröffnungsfeier traten unter anderem die emiratischen Sänger Hussain al-Jassmi und Eida al-Menhali sowie die jemenitische Sängerin Balqees Fathi auf.
Die Schlussfeier fand am Dienstag, den 1. Februar 2019 direkt im Anschluss an das Finale zwischen Japan und Katar statt. Geplante Auftritte einiger regionaler Persönlichkeiten, wie bei der Eröffnungsfeier, wurden kurzfristig abgesagt. Bei der Siegerehrung überreichte FIFA-Präsident Gianni Infantino dem katarischen Mannschaftskapitän Hassan al-Haydos den Siegerpokal.

### Pokal und Preisgelder

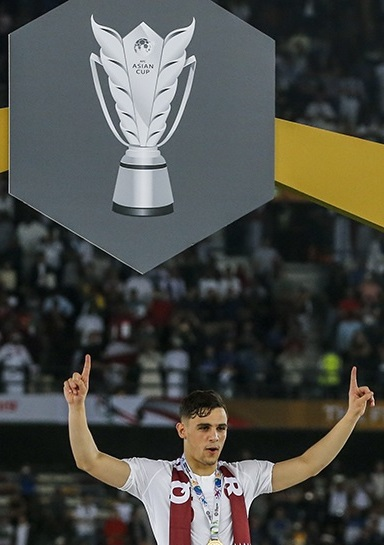
Design des neuen Siegerpokals

Für die Asienmeisterschaft 2019 kündigte die AFC einen neuen Siegerpokal an, der damit die seit der ersten Austragung 1956 in Hongkong vergebene Trophäe ablöste. Der 78 cm hohe und 42 cm breite Pokal wurde vom Londoner Unternehmen Thomas Lyte entworfen und in über 450 Stunden aus 15 Kilogramm Sterlingsilber gefertigt. Die Trophäe ist einer Lotosblume nachgeahmt, einer verbreiteten asiatischen Wasserpflanze. Die fünf Lotosblüten symbolisieren die fünf Regionalverbände der AFC.
Es wurden Preisgelder in Höhe von 14,8 Millionen US-Dollar ausgeschüttet. Jeder teilnehmende Verband erhielt 2019 eine Antrittsprämie in Höhe von 200.000 Dollar. Die beiden unterlegenen Halbfinalisten erhielten zusätzlich je eine Million, der Zweitplatzierte zusätzliche drei Millionen und der Sieger zusätzliche fünf Millionen US-Dollar.

### Sponsoren und Trikotausrüster
Neben den Sponsoren beIN Sports, Continental, Emirates, KDDI, Credit Saison, Toyota und UAE Exchange wurde das Turnier von den folgenden sieben Unternehmen unterstützt: Asahi Shimbun, Coca-Cola, FamilyMart, Makita, Molten Corporation, Nikon und Sharaf DG.
Die Trikotausrüster der 24 Mannschaften waren folgende: Jako (7 Teams: Irak, Jemen, Oman, Palästina, Syrien, Turkmenistan, Usbekistan), Nike (5 Teams: Australien, China, Katar, Saudi-Arabien, Südkorea), Adidas (3 Teams: Iran, Japan, Vereinigte Arabische Emirate), Joma (2 Teams: Jordanien, Kirgisistan), Macron (Bahrain), Warrix (Thailand), Capelli Sport (Libanon), Choeusu (Nordkorea), Grand Sport Group (Vietnam), LGR Sportswear (Philippinen) und Six5Six (Indien).

## Kritik an Organisation und Umfeld

### Probleme beim Faneinlass
Vor dem Anpfiff zum Gruppenspiel zwischen Australien und Palästina am 11. Januar 2019 sammelte sich in kurzer Zeit eine große Menschenmenge, einige davon ohne Eintrittskarten, vor den Eingangstoren zum al-Rashid Stadium. Das Management entschied sich aus Sicherheitsgründen dazu, einige der Eingangstore zum Stadion zu schließen. Laut eigener Aussagen hielt dies mehrere Fans davon ab, ins Stadion zu gelangen. Das Organisationskomitee entschuldigte sich anschließend dafür und gab eine Untersuchung bekannt.

### Vorfälle im Bezug zur Katar-Krise
Im Zuge der von 2017 bis 2021 andauernden diplomatischen und wirtschaftlichen Blockade Katars durch einige arabische Staaten, zu denen auch das Gastgeberland der Asienmeisterschaft gehörte, kam es zu einigen Vorfällen während des Turniers. Die Einreise katarischer Bürger wurde zunächst untersagt und anschließend nur mit vorheriger Erlaubnis der Behörden gestattet. Dies hatte unter anderem Auswirkungen auf die Besucherzahlen in den Spielen mit katarischer Beteiligung. Am 13. Januar 2019 verfolgten nur 452 Zuschauer das Gruppenspiel zwischen Nordkorea und Katar.
Im Vorfeld des Halbfinales zwischen dem Gastgebern und Katar wurden sämtliche verfügbaren Eintrittskarten von den Behörden aufgekauft und kostenlos an Einheimische verteilt. Sympathiebekundungen für Katar waren während des Spiels, wie generell in den Emiraten auch, verboten und mit 15-jähriger Haft belegt. Während des Spiels, das die Gastgeber mit 0:4 verloren, wurden die katarischen Spieler mit Flaschen und Schuhen beworfen. Zuvor war bereits die katarische Nationalhymne ausgebuht worden. Der Kontinentalverband AFC  erklärte, dass eine Untersuchung des Vorfalls eingeleitet wurde.
Nach dem Halbfinale legte die United Arab Emirates Football Association Einspruch bei der AFC gegen die Spielwertung ein, da der Gegner Katar mit Almoez Abdulla, der im Sudan geboren wurde, und Bassam al-Rawi, der im Irak geboren wurde, zwei nicht berechtigte Spieler eingesetzt habe. Die beiden würden gegen Artikel 7 der FIFA-Statuten verstoßen, da sie noch keine fünf Jahre nach ihrem 18. Geburtstag in Katar wohnhaft seien. Beide Spieler gaben aber an, dass ihre Mütter dort geboren seien. Der Einspruch wurde nur wenige Stunden vor dem Finale von der Disziplin- und Ethikkommission der AFC abgelehnt. Nachdem im Mai 2019 auch der AFC-Berufungsausschuss die Entscheidung bestätigt hatte, legte der Fußballverband Einspruch beim Internationalen Sportgerichtshof ein. Nach einer Anhörung im März 2020 wurde der Einspruch im August 2020 abgewiesen und die Entscheidung der AFC bestätigt.